# Ernst Bötticher
Ernst Carl Augustus Kristian Richard Bötticher (Düsseldorf, 30 de julio de 1842-Blankenburg (Harz); 1 de febrero de 1930)fue un soldado del ejército prusiano, periodista, más conocido como el oponente de Heinrich Schliemann.

## Carrera militar
Comenzando su carrera militar a la edad de 18 años, Ernst Bötticher participó en las guerras austro-prusianas Ifro-Prusianas y fue galardonado con la Cruz de Hierro de segunda clase. En 1876, se retiró con el rango de Hauptman. Estudió en la Universidad de Berlín, pasó por una serie de especialidades (política, economía política, historia, filosofía). Interesado en arqueología, en 1885 fue elegido miembro de la Sociedad Arqueológica de Berlín, de la que fue expulsado en 1889. Su principal ocupación después de su renuncia fue el periodismo.
A principios de la década de 1880, Böttikher publicó una serie de publicaciones relacionadas con la arqueología, la etnografía y la política. Se volvió escandaloso por sus artículos en los que argumentó que los hallazgos de Schliemann sobre Hissarlyk son una "necrópolis de fuego" (en alemán:Feuernekropole), no la antigua ciudad en sí. La posición activa del oficial retirado llevó a la organización de dos conferencias Hissarlyk (diciembre de 1889 y marzo de 1890), cuyos participantes firmaron un protocolo que confirma que las antiguas ciudades excavadas por Schliemann son asentamientos sucesivos. Después de la muerte de Schliemann, Bötticher publicó artículos y libros en defensa de su idea al menos hasta 1911, ganándose una reputación como un "científico loco".
La biografía científica de Bötticher no se publicó hasta 2009. La historiografía alemana del siglo XXI compara las estrategias de autopromoción y promoción de sus teorías desarrolladas por Schliemann y Bötticher, que son igualmente reconocidas como aficionados en arqueología. Sin embargo, para Heinrich Schliemann, la autoheroización a través de la opinión pública y los medios de comunicación era necesaria para reconocer en el entorno académico y cambiar su actividad profesional - para convertirse en un comerciante en arqueólogo. Al mismo tiempo, disfrutó del asesoramiento de científicos y especialistas altamente profesionales como Rudolf Wirchov y Wilhelm Dörpfeld, y estudió activamente con ellos. Bötticher nunca logró superar la línea que separaba al científico del aficionado, no pudo percibir la crítica, lo que lo llevó a promover la "teoría de la conspiración" y el olvido.

## Publicaciones
- Troja eine urzeitliche Feuernekropole de Schliemann // Das Ausland. - 1883. - Bd. 56, No. 51 (17. езеmber). - С. 1010-1015; No. 52 (24. езеmber). - С. 1028-1030.
- Tiryns und Hissarlik als Feuer-Necropolen von Terrassiertem Aufbau // Zeitschrift for Museologie und Antiquitätenkunde. - 1884. — Bd. 7, No. 21 (15. Ноябрь). - С. 161-168.
- ейер-Некроле иссерlik и Schliemanns Architekt Herr. У. Dörpfeld // Zeitschrift für Museologie und Antiquitätenkunde. - 1884. - Bd. 7, No. 24 (31. езеmber). - С. 189-191.
- Hissarlikllion, Protokolll der Verhandlungen zwischen Dr. Schliemann und Hauptmann Boetticher, 1.-6. Diciembre de 1889... : . - Leipzig: F. А. Brockhaus, 1890. - 19 S.
- Hissarlik wie es ist, fünftes Sendschreiben über Schliemann's "Troja" von Ernst Boetticher. Auf Grund der Untersuchungen v 1. bis 6. Diciembre de 1889 und in Frühjahr und Sommer 1890. Nebst Protokoll der Zeugen... : .Alemania - Berlín : im Selbstverlage des Verfassers, 1890. - 115 S.
- Hissarlik als Feuernekropole // Zeitschrift für bildende Kunst N. F. - 1889/90 - Bd. 1, No. 11 (agosto). - С. 333-339.
- Троджа о Feuernekropole. . Babylonische Feuernekopolen // Zeitschrift für Volkskunde (Leipzig). - 1890/91. - Bd. 3. - С. 61-74 (La segunda parte no fue publicada).
- Troja de Schliemann y Forschung de Virchow // Der Stein der Weisen (Wien). - 1893. - Bd. 9. - С. 199-209, 232-240, 266-274.
- Der trojanische Humbug : beleuchtet von Ernst Bötticher... : Alemania. - Berlín : im eigenen Verlag, 1911. - XXXIII, 258 S. - 54 Fig.